# Palais Carciotti
Le palais Carciotti (Palazzo Carciotti en italien) est un palais monumental du XVIIIe siècle à Trieste, situé au centre de la ville, au début du Grand Canal.

## Histoire
Le palais est construit sur une zone autrefois utilisée comme marais salants. Le client est le marchand grec Demetrio Carciotti, installé à Trieste en 1775. Enrichi du commerce des tissus de Bohême, à la fin du XVIIIe siècle, il achète les cinq maisons qui se trouvent du côté droit de l'entrée du canal.
Carciotti confie la construction du palais à l'architecte Matteo Pertsch, qui présenté son projet en 1798. Les travaux de construction commencent immédiatement, sous la supervision de Giovanni Righetti, et se poursuivent jusqu'en 1805.
L'inscription « DEMETRIO CARCIOTTI MDCCC » apparaît sur la façade donnant sur la via Cassa di Risparmio, marquant l'année de l'achèvement de cette partie du palais.
À l'origine, le bâtiment comprend la maison du propriétaire, au rez-de-chaussée vers la mer, des entrepôts et des écuries au rez-de-chaussée, et seize habitations aux deux étages supérieurs. Les espaces du bâtiment sont si vastes qu'au rez-de-chaussée, en plus de l'entrepôt de marchandises de la société Carciotti, on trouve une imprimerie, les bureaux de diverses sociétés commerciales et des entrepôts alimentaires.
Au fil des années, des changements et des restaurations s'ensuivent, en particulier les enduits des façades et le socle en pierre sont refaits. L'élévation du troisième étage à l'intérieur a été faite pour les besoins technologiques des bureaux logés dans le bâtiment.
En 1816, le ministre Metternich séjourne pendant une courte période au Palazzo Carciotti.
En 1818, Demetrio Carciotti établit ses propriétés comme fidéicommis : elles doivent passer uniquement aux héritiers masculins directs ; une fois la progéniture mâle éteinte, le bâtiment passe à la propriété de l'État.
En 1831, le bâtiment devient le premier siège de Generali, puis il accueille la Banque austro-hongroise, les bureaux du gouvernement militaire allié et la capitainerie du port.
En 1918, le gouvernement autrichien, pendant la phase de réquisition des métaux, fait retirer le revêtement en cuivre du dôme. Actuellement, le bâtiment abrite certains bureaux de la municipalité.
Le dôme a accueilli à plusieurs reprises les ateliers de peintres, comme Arturo Rietti, le bulgare Georgief et dans les années 1950 l'atelier du peintre Perizi.
Le 2 février 2012, de fortes rafales de bora mettent à découvert une partie du toit du dôme, qui a ensuite été restauré.

## Architecture

### Façade principale
La façade principale utilise le même schéma qui apparaît plus tard au Teatro Verdi (Trieste) : un socle en pierre de taille sur lequel reposent des colonnes d'ordre colossal dans la partie centrale de la façade du bâtiment. Cependant, le soubassement des colonnes n’est pas un portique ouvert, mais est écrasé contre la maçonnerie.
Le projet pour le palais est mené avec plus d'élan et avec des moyens plus raffinés et maîtrisés. Le portique central en pierre de taille lisse adhère au corps architectural et agit comme un stylobate de six colonnes ioniques cannelées qui relient harmonieusement les deux étages supérieurs, couronnés par une balustrade scénique ornée de statues. L'édifice est complété par une coupole, qui repose sur un tambour haut, avec une calotte hémisphérique recouverte de cuivre et surmontée de l'aigle napoléonienne.

### Façades latérales et arrière
Les façades latérales sont simples, avec un bandeau lisse en pierre de taille au rez-de-chaussée, rythmé uniquement par les fenêtres et par l' architrave du bandeau supérieur. La façade arrière est la même que la principale avec la même base lisse en pierre de taille dans le portique du rez-de-chaussée qui supporte les six colonnes ioniques cannelées, fermée par une balustrade, mais ici couronnée par quatre statues et deux amphores en pierre sur les côtés. Sur l'entablement apparaît l'inscription en lettres de bronze « DEMETRIO CARCIOTTI MDCCC », l'année de la fin des travaux sur cette façade.

### Intérieur
Au rez-de-chaussée, une salle ronde est ponctuée sur son périmètre de seize colonnes et ornée de délicats bas-reliefs au-dessus de la porte qui traitent de thèmes homériques, réalisés par Antonio Bosa et complétés par les peintures de Giuseppe Bernardino Bison (1762-1844). La pièce a l'allure élégante d'un intérieur de style Empire. Le dôme suit le schéma classiciste voulu par Matteo Pertsch, mais étranger aux goûts de Giuseppe Bernardino Bison. Un certain Scala, auteur de la Gloire sur le char de l'Aurore représenté dans le tondo central, le seul en couleur, bien que de construction modeste, semble avoir également participé aux peintures de la salle. Dans les voiles du dôme se trouvent des reliefs avec des scènes de l'Iliade, tandis que les plaques décoratives en dessous sont l'œuvre de Giuseppe Bernardino Bison.

### Sculptures et bas-reliefs

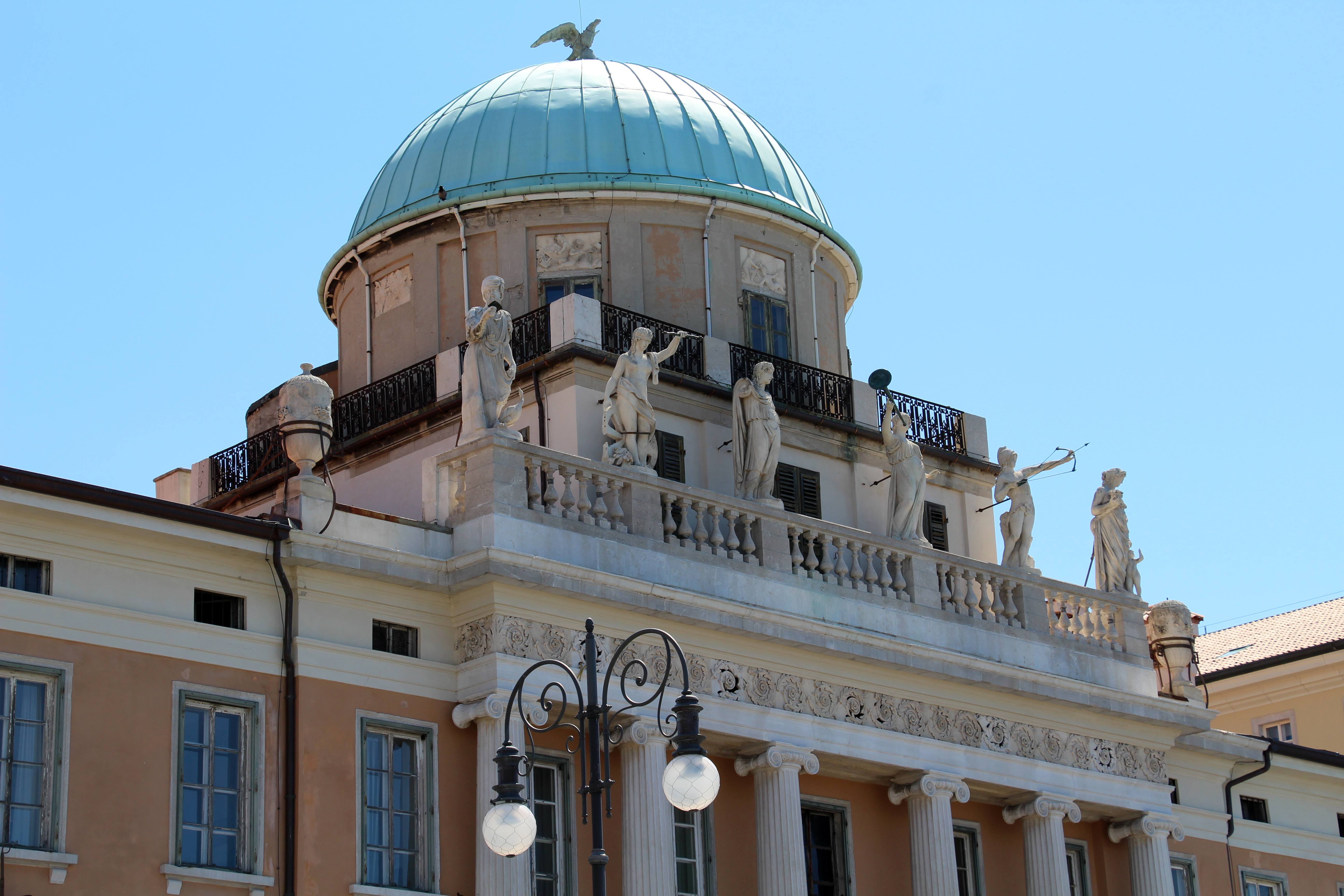
Détail de la façade principale.

Les sculptures du Palazzo Carciotti ont été très probablement suggérées par le client lui-même, qui voulait qu'on se souvienne de lui en tant que marchand et bienfaiteur de la ville.
Huit des dix statues qui ornent la façade du bâtiment et les quatre vases sont l'œuvre du sculpteur Bassano Antonio Bosa (1777-1845), élève spirituel d'Antonio Canova ; les deux statues à gauche de la façade sont de Bartolomeo Augustini.
Sur la façade principale les statues représentent, à partir de la gauche : Portenus (le gardien du port romain), Thyke (protecteur des commerçants et des marins), Athéna (protectrice du tissage, rappelant que le propriétaire est marchand de draps), Fama (diffuseur des nouvelles bonnes et mauvaises), Apollon (dieu de l'harmonie et de l'ordre), Abundantia (une allusion au luxe du marchand qui, avec des risques et du travail, profite aussi à la ville).
Les vases sont décorés sobrement et rappellent ceux des villa veneta. Les lunettes au-dessus des fenêtres devraient également être l'œuvre de Bosa, étant travaillées de manière plutôt élégante ; ce n'est pas le cas des bas-reliefs à motif de putto, assez grossiers, que l'on retrouve sur la coupole.
Hercule et Minerve, placés dans l'entrée principale, datant d'environ 1804, sont également de Bosa, comme en témoigne une lettre de cette année-là du sculpteur, qui certifie la paternité de ces deux statues et des bas-reliefs de la salle ronde. Selon Bensch, ils représentent les symboles de la protection de la maison ; ce sont des figures hiératiques et solides.
Les trois figures féminines en haut de l'escalier représentent la Peinture, la Sculpture et l'Architecture. La tradition classique et la grâce rococo y coexistent ; si, en effet, pour les deux figures aux seins nus, Bosa semble s'inspirer de l'Hébé de Canova de 1796, celle au péplos rappelle une cariatide de l'Érechthéion d'Athènes.

## Futur et hypothèse de réutilisation
Étant l'un des bâtiments les plus prestigieux de Trieste, le palais a toujours fait l'objet de nombreuses idées de réutilisation qui n'ont jamais abouti. Après le déménagement de la capitainerie, la municipalité a formulé plusieurs hypothèses parmi lesquelles palais des Congrès, complexe muséal et hôtel.
En 2015, la Municipalité, en accord avec la Direction Régionale du Patrimoine Culturel, élabore le projet de réutilisation du bien comme hôtel dans les deux tiers du bâtiment donnant sur la Via Cassa di Risparmio, et le Musée de la ville dans la partie restante, c'est-à-dire celle vers le Rive et donc plus prestigieuse, à travers la vente de la partie destinée à l'hôtellerie et l'affectation du produit, estimé à 17 M €, à la restauration du tronçon vers la mer en tant que centre muséal.
En 2016, à l'exclusion du projet du musée de la ville de Carciotti, la municipalité a établi la vente totale du palais pour un prix de base de 21 millions.